# 長湯町
長湯町（ながゆまち）は、大分県直入郡にあった町。現在の竹田市の一部にあたる。

## 地理
久住山、大船山、黒岳の連峰の南東、大分川支流・芹川流域の山間部に位置していた。

## 歴史
- 1889年（明治22年）4月1日、町村制の施行により、直入郡長湯村が単独で村制施行し、長湯村が発足[1][2]。大字は編成せず[2]。
- 1948年（昭和23年）4月1日、町制施行し長湯町となる[1][2]。
- 1955年（昭和30年）3月31日、直入郡下竹田村と合併し、直入町を新設して廃止された[1][2]。

## 産業
- 農業[2]

## 観光地
- 長湯温泉[2]